# Lijst van ministers van Justitiehuizen in de Franse Gemeenschap
Dit is een lijst van ministers van Justitiehuizen in de Franse Gemeenschapsregering.

## Lijst
| Nr. | Minister | Minister                   | Partij | Partij | Begin             | Einde             | Regering(en) |
| --- | -------- | -------------------------- | ------ | ------ | ----------------- | ----------------- | ------------ |
| 1   |          | Rachid Madrane (1968)      |        | PS     | 22 juli 2014      | 17 september 2019 | Demotte III  |
| 2   |          | Valérie Glatigny (1973)    |        | MR     | 17 september 2019 | 13 juli 2023      | Jeholet      |
| 3   |          | Françoise Bertieaux (1958) |        | MR     | 19 juli 2023      | 16 juli 2024      | Jeholet      |